# 리트빈데
케른텐의 리트빈데(Litwinde of Carenthia 또는 Litvinde von Carenthia, 825년? - 896년)는 동프랑크의 귀족으로 바이에른과 이탈리아의 왕인 카를만 3세의 후궁이었다. 
동프랑크와 카롤링거 제국의 황제 아르눌프의 생모였다. 루트비히 유아왕과 츠벤티볼트, 라톨드의 할머니가 된다. 바이에른의 리트빈데라고도 부른다.

## 생애
출생년대는 정확하지 않아 820년 또는 825년생 설 등이 있다. 동프랑크 바이에른의 귀족으로 케른텐 백작이자 노스가우의 그라프를 역임한 노스가우의 에르네스트의 딸이자 케른텐 공작 케른텐의 에르네스트에르네스트의 누이였다. 그녀의 어린시절에 대해서는 정확하게 알려진 바가 없다. 그는 카를만의 후궁이었으나, 로타르 1세의 딸인 카를만의 정비 이르멘가르트에게서는 자식이 없었고 그는 아르눌프와 헤드비가(854년생) 등의 자녀를 낳아 주었다. 
880년 카를로만 사후 친정이 있는 케른텐으로 내려갔다가 888년 아르눌프의 즉위 후 아헨으로 돌아왔다. 리트빈데의 생애 후반에 대해서는 알려진 바가 없으며, 896년에 사망하였다. 일설에는 890년 또는 891년경에 사망했다는 설도 있다.

## 가족 관계
- 아버지 에르네스트(Ernest)
  - 친정 오라비 에르네스트(Ernest)
- 남편 카를로만 3세(Carlonan, 820/828 - 880)
  - 아들 아르눌프(Arnulf of Carenthia, 850 - 899)
  - 며느리 파리의 오다(Oda of Paris)
  - 며느리 네우스트리아의 오다(Oda of Neustria)
    - 손자 루트비히 4세(Ludwig IV the Childs, 893 - 911)

  - 첩며느리 빈부르가(Vinburga, ? - 898)
    - 서손녀 헤드비가(Hedwiga, ? - 910경)
    - 서손자 츠벤티볼트(Zwentibold, 870 - 900)
    - 서손부 오다(Oda of Saxony, 870 - 954)
      - 증손자 고드프루아(Godfrey)

    - 서손녀 글리스무트(Glismut)
    - 서손녀사위 콘라트(Conrad von Franken, 튀링겐 공작)
      - 외증손 콘라두스 1세(Conrad I, 890 - 918)
      - 외증손 프랑켄의 에버하르트(Everhard of Franconia, 프랑켄 공작)

    - 서손자 라톨드(Ratold, 889 - 929)
      - 증손자 오토(Otto, ? - 949)

  - 딸 헤드비가(Hedwiga, 854 - ?)
- 시아버지 루트비히 2세 독일일(Ludwig I the Germany, 802 - 876)
- 시어머니 엠마(Hemma, 803 - 876)

## 같이 보기
| - 변경백 - 카롤링거 제국 - 에르네스트 1세 - 카를로만 3세 - 이르멘가르트 - 아르눌프 - 츠벤티볼트 - 라톨드 - 루트비히 4세 | - 케른텐 - 바이에른 - 판노니아 - 동프랑크 왕국 - 빈부르가 - 작센의 오다 - 리우트가르트 - 콘라트 1세 |

## 참고 문헌
- Paul Kehr: Die Urkunden der Deutschen Karolinger. Berlin 1940, Band 3 (Die Urkunden Arnolfs)
- J. P. J. Gewin: Herkunft und Geschichte führender bayerisch-österreichischer Geschlechter im Hochmittelalter. 1957
- Michael Mitterauer: Karolingische Markgrafen im Südosten (= Archiv für österreichische Geschichte, Band 123). Böhlau, Graz [u.a.] 1963
- Silvia Koneczny: Die Frauen des karolingischen Königshauses. Die politische Bedeutung der Ehe und die Stellung der Frau in der fränkischen
- Herrscherfamilie vom 7. bis zum 10. Jahrhundert. Dissertation, 1976
- Rudolf Schieffer: Karl III. und Arnolf. In: Festschrift für Eduard Hlawitschka zum 65. Geburtstag. 1993